# .mg
.mgは国別コードトップレベルドメイン（ccTLD）の一つで、マダガスカルに割り当てられている。

## サブドメイン
第二レベルドメインに登録されるが、以下の第二レベルドメインの下に第三レベルドメインとして置かれることもある。
- .org.mg: 組織
- .nom.mg: 個人
- .gov.mg: 政府
- .prd.mg: 研究プロジェクト
- .tm.mg: 登録商標
- .edu.mg: 教育機関
- .mil.mg: 軍部
- .com.mg: 商業用